# Dwight Macdonald
Dwight Macdonald, nacido en Nueva York el 24 de marzo de 1906 y fallecido el 19 de diciembre de 1982, fue un periodista, escritor y crítico social, político y cinematográfico estadounidense. 
Gran figura del New Yorker, Macdonald ha publicado más de treinta ensayos y crónicas en The New York Review of Books, apoyando a esta revista cuando empezó a publicarse en febrero de 1963. De ideas radicales sobre el plano político, Macdonald era conservador sobre el plano cultural.

## Biografía
Nacido en New York, Dwight Macdonald estudió en la Phillips Exeter Academy y en la Universidad de Yale. Después de empezar como becario en Macy's, se incorporó rápidamente al Time donde su antiguo compañero de Yale Henry Luce le ofrece un puesto. A partir de 1929, Macdonald es redactor en jefe adjunto de Fortune. Como numerosos periodistas de Fortune, las opiniones políticas de Macdonald se radicalizan con la Gran Depresión. Abandona Fortune en 1936 por desavenencias editoriales.
Macdonald se convierte en redactor de Partisan Review de 1937 a 1943, pero abandona esa publicación para fundar su propia revista llamada Politics de 1944 a 1949. En Politics, escriben intelectuales como Lionel Trilling, Mary McCarthy, George Orwell, Bruno Bettelheim y C. Wright Mills. Durante la misma época, Dwight Macdonald hace parte de la redacción del New Yorker y participa en Esquire como crítico de cine, adquiriendo poco a poco una celebridad que le permite en los años 1960 comentar las películas en la emisión de televisión The Today Show de la cadena NBC. 
Macdonald abandona el trotskismo, como numerosos intelectuales de aquella época y se pasa al pacifismo y al anarquismo individualista. Durante los años 1950, se opone ferozmente al régimen soviético. Un poco más tarde, se convierte en opositor a la guerra de Vietnam y es muy favorable al movimiento estudiantil de los años 1960 encabezado por gente como Abbie Hoffman.

## Crítica política
Dwight Macdonald rompió con las ideas de León Trotski cuando este aplastó sin piedad la Rebelión de Kronstadt (marzo de 1921); progresando hacia un socialismo democrático. Se opuso a cualquier totalitarismo, incluido el fascismo y el  comunismo, cuya derrota profetizó necesaria para la supervivencia de la civilización. Macdonald denunció a Joseph Stalin, primero por alentar la insurrección de Varsovia (Agosto–Octubre de 1944) sabiendo que sería una masacre y más tarde por detener el avance del Ejército Rojo a las afueras de Varsovia para permitir a la Wehrmacht aniquilar a los líderes polacos.
Al mismo tiempo Macdonald fue muy crítico con los métodos de las democracias para oponerse al totalitarismo. Tras observar los desastres de la Segunda Guerra Mundial Macdonald se hizo un gran defensor del pacifismo.
En un debate contra Norman Mailer, Macdonald dijo que si le forzaban a elegir prefería el bloque occidental porque opinaba que el Estalinismo y el comunismo eran las grandes amenazas de la civilización.

## Crítica cultural
Durante los 1950s y los 1960s, Dwight Macdonald hizo una vehemente crítica cultural de los mass media y la cultura de masas, ejemplo de la mediocridad; la cursileria de la obra de teatro Our Town (1938), de Thornton Wilder, la cómoda y homogénea cultura del Great Books of the Western World, y el simplista lenguaje de la Revised Standard Version (1966) de la Biblia:

To make the Bible readable in the modern sense means to flatten out, tone down, and convert into tepid expository prose what in [the King James Version] is wild, full of awe, poetic, and passionate. It means stepping down the voltage of the K.J.V. so that it won’t blow any fuses. Babes and sucklings (or infants) can play with the R.S.V. without the slightest danger of electrocution.

En Against the American Grain: Essays on the Effects of Mass Culture (1962), Macdonald ruega a las élites culturales para que escapen de la cultura de masas que domina la sociedad americana y construyan un mundo hermético donde puedan producir auténtico arte y cultura.
En el ensayo Dwight Macdonald on Culture: The Happy Warrior of the Mind, Reconsidered (2013), Tadeusz Lewandowski dice que Macdonald intenta dar respuesta a las grandes preguntas sobre la cultura desde la posición de un intelectual público situado en la tradición conservadora británica, a pesar de que anteriormente coqueteó con los marxistas de la Escuela de Frankfurt.

## Anécdotas
Macdonald no dejó indiferente a nadie, su independencia y rebeldía le supusieron ganarse muchos detractores. "No tienes nada que decir, solo que anunciar" le dijo Gore Vidal. León Trotski opinó: "Todo hombre tiene derecho a ser idiota pero el camarada Macdonald abusa de este privilegio." Paul Goodman dijo, "Dwight piensa con su máquina de escribir." 

## Obras

### Obras traducidas en español
- La raíz es el hombre. Radicales contra progresistas, Ediciones El Salmón, 2017.
- El cine soviético : una historia y una elegía

### Obras traducidas en francés
- Le socialisme sans le progrès (titre original : The Root is Man: Two Essays in Politics), Éditions La Lenteur, 2011 ISBN 978-2-9527780-7-7
- Une tragédie sans héros : essais critiques sur la politique, la guerre et la culture (1938-1957), Éditions de l'Encyclopédie des Nuisances, 2013 ISBN 978-2-910386-43-6

### En inglés
- Fascism and the American Scene (1938)
- The war's greatest scandal; the story of Jim Crow in uniform (1943)
- The Responsibility of Peoples: An Essay on War Guilt (1944)
- Henry Wallace: The Man and the Myth (1948)
- The Root is Man: Two Essays in Politics (1953)
- The Ford Foundation: The Men and the Millions - an Unauthorized Biography (1955)
- The Responsibility of Peoples, and Other Essays in Political Criticism (1957)
- Memoirs of a Revolutionist: Essays in Political Criticism (1960)
- Neither Victims nor Executioners by Albert Camus (1960) traductor
- Parodies: An Anthology from Chaucer to Beerbohm - and After (1960) editor
- Against The American Grain: Essays on the Effects of Mass Culture (1962)
- Our Invisible Poor (1963)
- Poems of Edgar Allan Poe (1965) editor
- Politics Past (1970)
- Dwight Macdonald on Movies (1971)
- Discriminations: Essays and Afterthoughts 1938-1974 (1974)
- My Past and Thoughts : The Memoirs of Alexandre Herzen (1982) editor
- A Moral Temper: The Letters of Dwight Macdonald (2001) editado por Michael Wreszin